# ホテルフォルクローロ角館
ホテルフォルクローロ角館（Hotel Folkloro Kakunodate）は、秋田県仙北市角館町中菅沢にあるJR東日本ホテルズのブランドのひとつ、「ホテルフォルクローロ」のホテルである。株式会社秋田ステーションビルが運営する。

## 沿革
- 1997年（平成9年）
  - 3月22日 - 秋田新幹線の開業日と同日となる、この日に、フォルクローロ角館として開業[1]。

- 2015年（平成27年）
  - 4月1日 - ホテル名を、フォルクローロ角館からホテルフォルクローロ角館に改称
  - 7月1日 - 運営会社が、ジェイアールアトリスから秋田ステーションビルに変更。

## 施設
施設案内 -ホテルフォルクローロ角館を参照

## 交通アクセス
- 東日本旅客鉄道（JR東日本）角館駅直結。